# Blasconuño de Matacabras
Blasconuño de Matacabras é um município da Espanha na província de Ávila, comunidade autónoma de Castela e Leão, de área 22,95 km² com população de 19 habitantes (2007) e densidade populacional de 5,27 hab./km².

## Demografia
| Variação demográfica do município entre 1991 e 2004 | Variação demográfica do município entre 1991 e 2004 | Variação demográfica do município entre 1991 e 2004 | Variação demográfica do município entre 1991 e 2004 |
| --------------------------------------------------- | --------------------------------------------------- | --------------------------------------------------- | --------------------------------------------------- |
| 1991                                                | 1996                                                | 2001                                                | 2004                                                |
| 31                                                  | 27                                                  | 21                                                  | 18                                                  |